# Agrilus rex
Agrilus rex – gatunek chrząszcza z rodziny bogatkowatych i podrodziny Agrilinae.
Gatunek ten opisany został w 2018 roku przez Eduarda Jendeka i Wasilija Griebiennikowa na łamach Zootaxa. Jako miejsce typowe wskazano Tanah Ratę w Malezji.
Chrząszcz o prawie równoległobocznym w zarysie, przysadzistym ciele długości 15,4 mm. Wierzch ciała jest jednobarwny. Głowa wyposażona jest w oczy złożone o średnicy mniej więcej równej połowie szerokości ciemienia. Ciemię jest pomarszczone i zaopatrzone w pośrodkowe wgłębienie. Czułki mają piłkowanie zaczynające się od czwartego członu. Przedplecze jest poprzeczne, najszersze pośrodku; ma łukowaty i szeroki płat przedni nie dosięgający wysokości przednich kątów, wyraźnie łukowate brzegi boczne oraz rozwarte kąty tylne. Na powierzchni przedplecza występują pełny wcisk środkowy i para wąskich wcisków bocznych. Prehumerus ma formę żebrowatą. Boczne żeberka przedplecza są umiarkowanie zbieżne. Tarczka ma wcisk na powierzchni. Pokrywy są nieowłosione i mają osobno wyokrąglone wierzchołki. Przedpiersie ma łukowato, szeroko i płytko wykrojoną odsiebną krawędź płata oraz płaski wyrostek międzybiodrowy o prawie równoległych bokach. Zapiersie odznacza się płaskim wyrostkiem międzybiodrowym. Odwłok ma łukowatą wierzchołkową krawędź pygidium.
Owad orientalny, endemiczny dla Malezji, znany tylko ze stanu Pahang.